# Tjesnac Sullorsuaq
Sullorsuaq (po starom grenlandskom pravopisu  Suvdlorssuaq, danski:Vaigat ) je tjesnac na zapadnoj obali Grenlanda.
Tjesnac razdvaja poluotok Nuussuaq na sjeveroistoku od otoka Qeqertarsuaq na jugozapadu. vodeni put tjesnaca spaja unutarnji zaljev Disko zaljev na jugoistoku s Baffinovim zaljevom na sjeverozapadu. Otok Qeqertarsuatsiaq se nalazi na sjeveroistočnom ulazu u tjesnac, gdje se otvara u Baffinovo zaljev. Na jugoistočnom kraju, veliki otok Alluttoq smješten je na izlazu iz tjesnaca, na ušću u zaljev Disko.

## Povijest
Arheološka istraživanja u Qilakitsoqu na sjeveroistočnoj obali otkrila postojanje drevne arktičke kulture kasnije imenovane Saqqaq kulturom, koja je arheološka oznaka za najraniju paleo-Eskimsku kulturu zapadnog i jugoistočnog dijela Grenlanda. Domoroci naseljavaju to područje srednjezapadnog Grenlanda između 2500 pne i 800 pne.

Saqqaq je jedino naselje u tom području, koji se nalazi u južnom dijelu na obalama poluotoka Nuussuaq. Bivšerudarstva naselje Qullissat se nalazi na obali otoka Disko. Cijela obala je sada nenaseljena. 